# Rue des États (Nantes)
Pour les articles homonymes, voir Rue des États.
La rue des États est une voie de Nantes, en France.

## Situation et accès
Située le long du château des ducs de Bretagne, dans le centre-ville de Nantes, la rue des États, qui relie l'allée du Port-Maillard sur le cours Franklin-Roosevelt à la rue du Château sur la place Marc-Elder, est pavée et piétonnisée. Elle longe, côté est, les douves sèches du flanc ouest du château, et, côté ouest, est rejointe, à peu près en son milieu, par la rue de l'Union.

## Origine du nom
À la suite de la tenue des États de Bretagne en 1651 dans la grande salle du couvent des Jacobins qu'elle longeait, la voie a été appelée « rue des États ». 

## Historique
L'enceinte gallo-romaine de Nantes passait par le château, au niveau de l'actuelle tour des Jacobins, et longeait la Loire, traversant l'emplacement de l'actuelle rue des États au niveau du sud de la rue de l'Union.
Le couvent des Jacobins est installé en 1228, à l'origine dans les bâtiments de l'« ancienne monnaie », à l'est de la place du Bouffay. Le couvent et son église sont détruits par un incendie en 1410. Une nouvelle église est achevée en 1413, et est dotée d'une façade à l'est qui n'est achevée qu'en 1688. C'est cette façade qui donne sur l'espace occupé par l'actuelle rue des États. Le couvent est pour sa part prolongé vers l'est, au même niveau que la façade de l'église, en 1761-1762,.
En 1759, les Jacobins doivent détruire des bâtiments situés en bordure de la contrescarpe du château, donc au niveau de l'actuelle rue des États, en échange de terrains situés au niveau du Port-Maillard.
À la fin du XVIIIe siècle, les habitants se plaignent de l'incommodité de la rue, qui présente des recoins propices aux mauvaises rencontres et est trop étroite.
Durant la Révolution, elle a momentanément été baptisée « rue Simonneau ».
Le 25 mai 1800, la poudrière située dans la « tour des Espagnols » du château des ducs explose. La rue des États, qui porte alors le nom de « rue Simonneau », est l'une des voies touchées. Une femme, dénommée Marie Dufour, meurt dans la rue, où cinq maisons sont endommagées.
En 1904, les vestiges de la façade de l'église des Jacobins, désaffectée depuis la Révolution et coupée en deux, en 1864, lors du percement de la rue de Strasbourg (sur une partie achevée en 1868), sont détruits.